# A Fábrica
A Fábrica foi uma telenovela brasileira que foi produzida pela extinta Rede Tupi e exibida no horário das 19 horas, de 1 de março de 1971 a 11 de março de 1972, teve 288 capítulos. Teve como missão tirar a TV Tupi de sua má fase em telenovelas, na época. Foi prorrogada por três meses devido a problemas na produção da atração seguinte, Na Idade do Lobo. 
Foi escrita e dirigida por Geraldo Vietri,  juntando temáticas de seus dois trabalhos anteriores, Antônio Maria e Nino, o Italianinho.
Dos 304 capítulos, apenas 3 foram preservados, estando sob a guarda da Cinemateca Brasileira.

## Sinopse

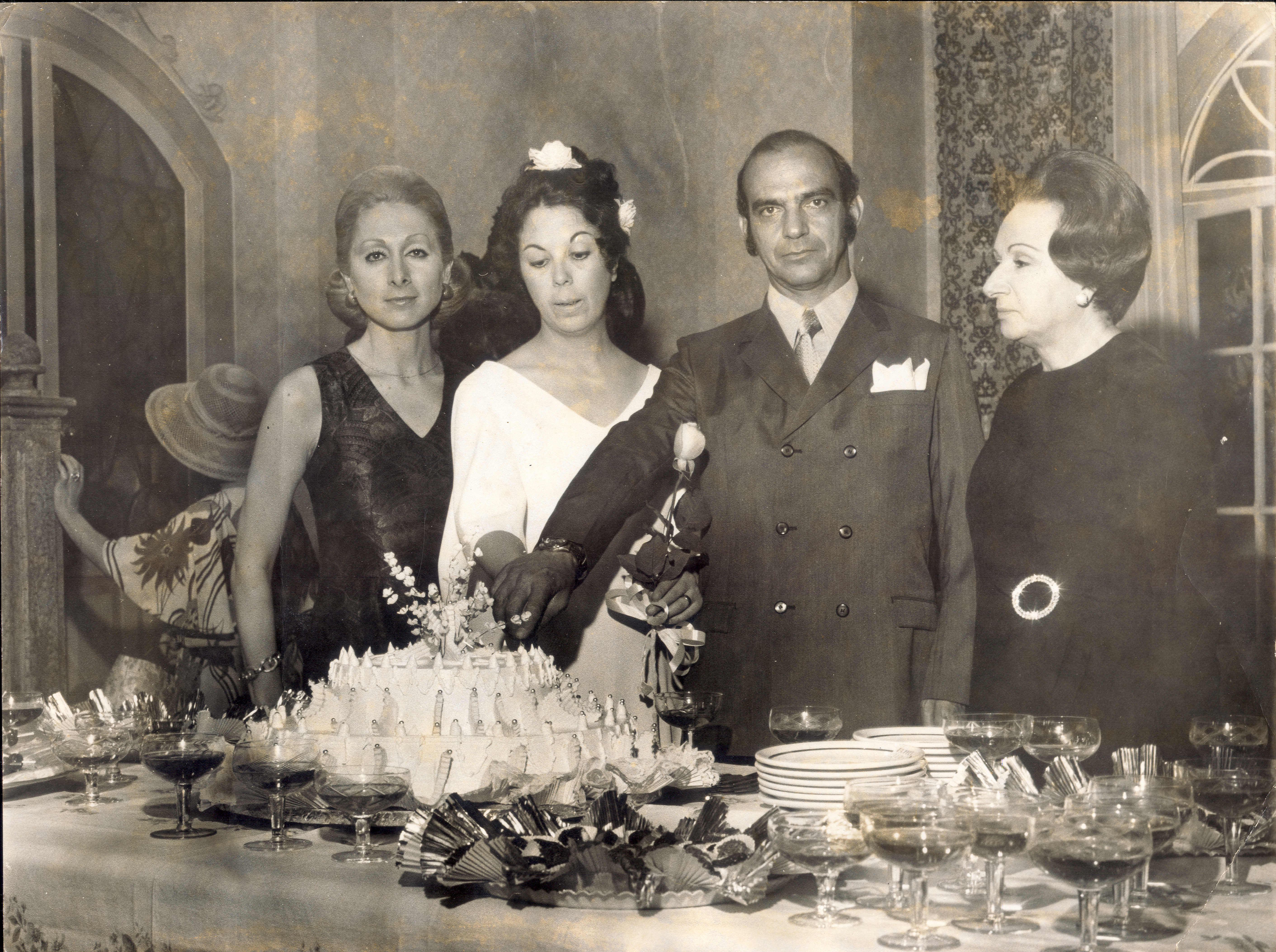
Cena da novela A Fábrica da TV Tupi onde vê-se, da esquerda para a direita, Aracy Balabanian, Lúcia Mello, Lima Duarte e Dina Lisboa.

Há 14 anos, a fábrica de tecelagem Santa Isabel sofreu um incêndio, que resultou na morte do antigo dono da fábrica e deixando apenas dois teares e uma parede, de pé. Isabel, filha do falecido dono da fábrica, irá reconstrui-la e fazer prosperar novamente. E quando as atividades na fábrica parecem está voltando ao normal, o gerente Pádua começa a enfrentar difíceis problemas.
Augusto Barros, antigo operário, é demitido por uma falta que, parece, ter sido cometida pelo seu genro César, para lhe roubar sua função na fábrica. César se mostra de imediato um “mau caráter” ao se oferecer para ocupar a vaga do sogro, após um pedido dele a Pádua. E o pretexto que faltava, para os operários iniciarem uma greve e, Pádua não se compadece com as reivindicações e despede a todos, os envolvidos na greve. Instalada a crise, Isabel tentara contorná-la, prometendo indenizar a todos os operários.
Isabel contara com a ajuda de Fábio, o líder dos operários, com quem sentira um forte envolvimento emocional. Até que Fernando, seu então marido – dado como morto no incêndio da fábrica, há 14 anos –, reaparece para ocupar seu lugar na direção da fábrica.
Na história, ainda temos, a bonita história de amor entre Pepê e Nina. Ele é um operário baiano, de 40 anos, pobre e feio, rústico, mas de bom coração, que estudava por correspondência. Já ela, também pobre e feia, mas com um envolvimento cultural, pois ela é prima de Isabel, e haviam sido criadas juntas.

## Elenco

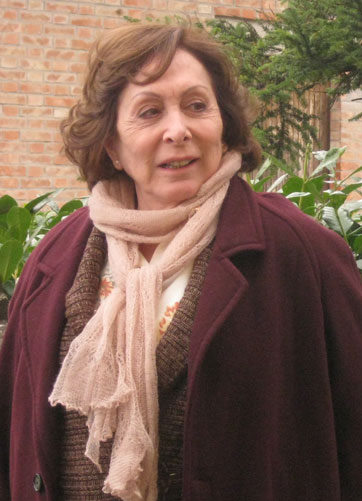
Aracy Balabanian foi Isabel.

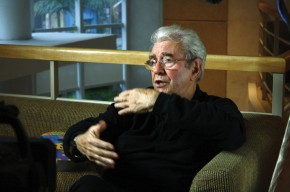
Juca de Oliveira foi Fábio.

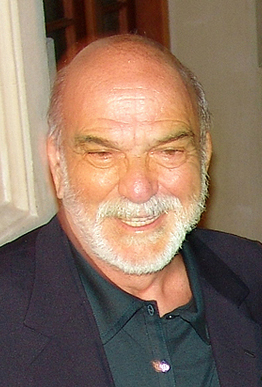
Lima Duarte foi "Pepê".

| Ator/Atriz          | Personagem              |
| ------------------- | ----------------------- |
| Aracy Balabanian    | Isabel Pires de Camargo |
| Juca de Oliveira    | Fábio                   |
| Hélio Souto         | Pádua                   |
| Geórgia Gomide      | Ângela                  |
| Lourival Pariz      | Fernando                |
| Lima Duarte         | Ariovaldo (Pepê)        |
| Lúcia Mello         | Nina                    |
| Otávio Graça Mello  | Augusto Barros          |
| Dirce Migliaccio    | Maria                   |
| Paulo Figueiredo    | César                   |
| Patrícia Mayo       | Clara                   |
| Dina Lisboa         | Dona Marta              |
| José Parisi         | Dr. Aranha              |
| Carmem Marinho      | Zuleica                 |
| Elizabeth Hartmann  | Adalgisa (Ziza)         |
| Sérgio Galvão       | Erasmo                  |
| Joana Fomm          | Maria Cecília           |
| Gian Carlo          | Elói                    |
| Nicette Bruno       | Prof. Leonor            |
| Gilbert Stein       | Gilbert                 |
| Guy Loup            | Iolanda                 |
| Vladimir Nikolaieff | Ricardo                 |
| Flamínio Fávero     | Bruno                   |
| Bibi Vogel          | Renata                  |
| Xisto Guzzi         | Alfredo (Alfredinho)    |
| Marina Freire       | Emília (Emilinha)       |
| Elias Gleizer       | Ernesto                 |
| Marisa Sanches      | Lúcia                   |
| Guiomar Gonçalves   | Vitória                 |
| Felipe Levy         | Alípio                  |
| Clenira Michel      | Célia                   |
| Uccio Gaeta         | Gianni                  |
| Myrian Muniz        | Balbina                 |
| Gilda Valença       | Maria das Graças        |
| Carlos Duval        | José Maria              |
| Áurea Campos        | Olinda                  |
| Thereza Santos      | Agripina                |
| Marcos Plonka       | João Carlos (Joca)      |
| Paulette Bonelli    | Paulette                |
| José Buck           | Artur                   |
| Rosamaria Seabra    | Rosinha                 |
| Beth Caruso         | Bete                    |
| João Monteiro       | Lourenço                |
| Pedro Cassador      | Filomeno (Filó)         |
| Gianete Franco      |                         |
| Elói Santana        |                         |
| Gilberto Barolli    |                         |
| Oswaldo Campozana   | Recepcionista           |
| Osvaldo Ávila       |                         |
| Nadir Fernandes     |                         |
| Anton Ernest Runge  |                         |

## Trilha sonora[3]
1. "Canção da Alegria" - Arranjo e Regência de Portinho / Arranjo do Coral de Léo Peracchi
2. "Tema da Sinfonia Nº 40 Em Sol Menor de Mozart" - Arranjo e Regência de Léo Peracchi (tema de abertura)
3. "Concert For a Lover's Ending" - Francis Lai - Arranjo e Regência de Renato de Oliveira
4. "Cinismo" - Argonauta e Aarão Bernardo - Arranjo e Regência de Renato de Oliveira
5. "Tema de Isabel" - Elizabeth
6. "Nosso Primeiro Amor" - Milton Rodrigues
7. "Opus Nº 3" - Omar Fontana
8. "Opus Nº 4" - Omar Fontana
9. "A Força do Amor" - Uccio Gaeta
10. "Or-nan" - Yohann Zarai
11. "A Canção Anti-Tóxico" - Dom & Ravel